# Luca Zaia
Luca Zaia (Bibano, 27 maart 1968) is een Italiaans politicus. Hij is huidig (2024) president van de regio Veneto en voormalig Italiaanse minister van Landbouw.

## Biografie
Luca Zaia heeft een academische graad in Dierlijke Productie, in 1993 werd hij namens de Liga Veneta gekozen in de gemeenteraad van Godega di Sant'Urbano.
In 1995 trad hij toe tot de raad van de Provincie Treviso en functioneerde daar tevens als adviseur voor landbouw. In juni 1998 werd hij benoemd als President van de Provincie Treviso, een post die hij zou vervullen tot april 2005.
Vanaf 2005 heeft hij diverse regionale posten bekleed, waaronder die van vicepresident, met diverse volmachten voor onder andere toerisme en landbouw.
Op 8 mei 2008 werd hij benoemd als minister van Landbouw in het kabinet Kabinet-Berlusconi IV.
Het eerste probleem waar hij minister mee geconfronteerd werd was het Brunellopoli Schandaal. In de Verenigde Staten was een valse partij Brunello di Montalcino wijn aangetroffen, die van een andere druif geproduceerd werd dan de Sangiovese. De Verenigde Staten reageerden hierop door alle import stil te leggen, uiteindelijk heeft hij dit probleem opgelost door namens de Italiaanse regering garant te staan voor de kwaliteit van geëxporteerde Brunello di Montalcino.

## Trivia
- In 2006 redde hij een Albanees uit een brandende auto.
- Op 18 juli 2007 werd hij beboet voor een snelheidsovertreding omdat hij geklokt was met een snelheid van 193 kilometer per uur, dit kwam destijds in het nieuws omdat hij betrokken was bij de oprichting van Verkeer Veiligheid Centra (Centri di Guida Sicura).